# 수도권전철 40주년 기념 스탬프
수도권전철 40주년 기념 스탬프(首都圈電鐵40周年記念스탬프)는 2014년 한국철도공사에서 수도권 전철 40주년 기념 사업의 일환으로, 수도권 전철 29개 역에 각 역의 특징을 살린 기념 스탬프를 추가로 비치한 것이다. 2014년 8월 6일부터 수도권 전철 36개 역을 대상으로 수도권전철 40주년 기념 스탬프를 찍는 이벤트를 진행하였으며, 이벤트 대상역 36개 역 중 추가로 스탬프가 비치되지 않은 7개의 역은 기존 한국철도 100주년 기념 스탬프를 사용하여 이벤트를 진행하였다. 2014년 9월 29일, 이벤트가 끝난 후에도 스탬프는 계속 비치된다.

## 수도권전철 40주년 기념 스탬프가 비치된 역

### 추가로 비치된 역
- 수도권 전철 1호선 : 인천역[1], 동인천역, 제물포역, 주안역, 동암역, 부평역, 송내역, 부천역, 역곡역, 오류동역, 개봉역, 남영역, 대방역, 구로역, 가산디지털단지역, 금천구청역, 관악역, 안양역, 명학역, 군포역, 의왕역, 화서역, 외대앞역, 광운대역[2], 소요산역, 신창역
- 수도권 전철 수인선 : 송도역
- 수도권 전철 4호선 : 오이도역
- 수도권 전철 3호선 : 대화역
- 수도권 전철 경춘선 : 백양리역

### 이벤트때 기존한국철도 100주년 기념 스탬프를 사용했던 역
- 수도권 전철 1호선 : 서울역, 용산역, 노량진역, 영등포역, 수원역, 천안역
- 수도권 전철 경의·중앙선 : 문산역

## 응답하라 1974 스터디투어
2014년 8월 6일부터 2014년 9월 29일까지 한국철도공사에서 수도권전철 40주년 기념 스탬프가 추가 비치된 29개 역과 기존 한국철도 100주년 기념 스탬프 비치역 7개 역을 대상으로 스탬프 날인 이벤트를 진행하였다.
이벤트에 참여하려면, 해당역과 여행센터(서울역, 청량리역, 영등포역, 수원역, 천안아산역)에 비치된 스탬프투어 지도를 받아, 소개된 역 중 12곳을 방문하고, 스탬프 인증을 받으면 되었다.
완주 기념품은 선착순 200명에게 레일플러스 교통카드, 비밥·페인터즈 공연티켓(50%)을 증정하였다.

## 스탬프를 받는 방법
- 역무실이나 매표소에 비치되어 있는 경우가 대부분이며, 서울역 등 큰 역은 역 내의 종합관광안내소에 스탬프를 비치하고 있다.
- 용산역과 수도권전철 40주년 기념 스탬프가 추가로 비치된 모든 역의 스탬프는 도장 자체에 잉크를 넣는 방식이어서 패드가 필요없이 바로 종이에 찍을 수 있다.
- 나머지 역들은 스탬프 도장과 패드가 비치되어 있어, 종이만 있으면 쉽게 스탬프를 받을 수 있다.